# Юдино (Казань)
Ю́дино (тат. Юдино) — микрорайон в составе Кировского района города Казани. Посёлок Юдино прилегает к лесопарковой зоне озера Лебяжье.
В 1918 году большая часть посёлка Красная Горка севернее хода железной дороги Москва — Казань по указу Ленина была переименована в посёлок Юдино, который стал первым в России населённым пунктом, названным в честь героя гражданской войны — Яна Юдина. Посёлок включён в черту города Казани после Великой Отечественной войны в 1965 году.
С 1965 года Юдино входит в состав Кировского района города Казани. Юдино сегодня — крупный железнодорожный узел Казанского отделения Горьковской железной дороги, его называют железнодорожными воротами Казани.

## История

### Ранняя история

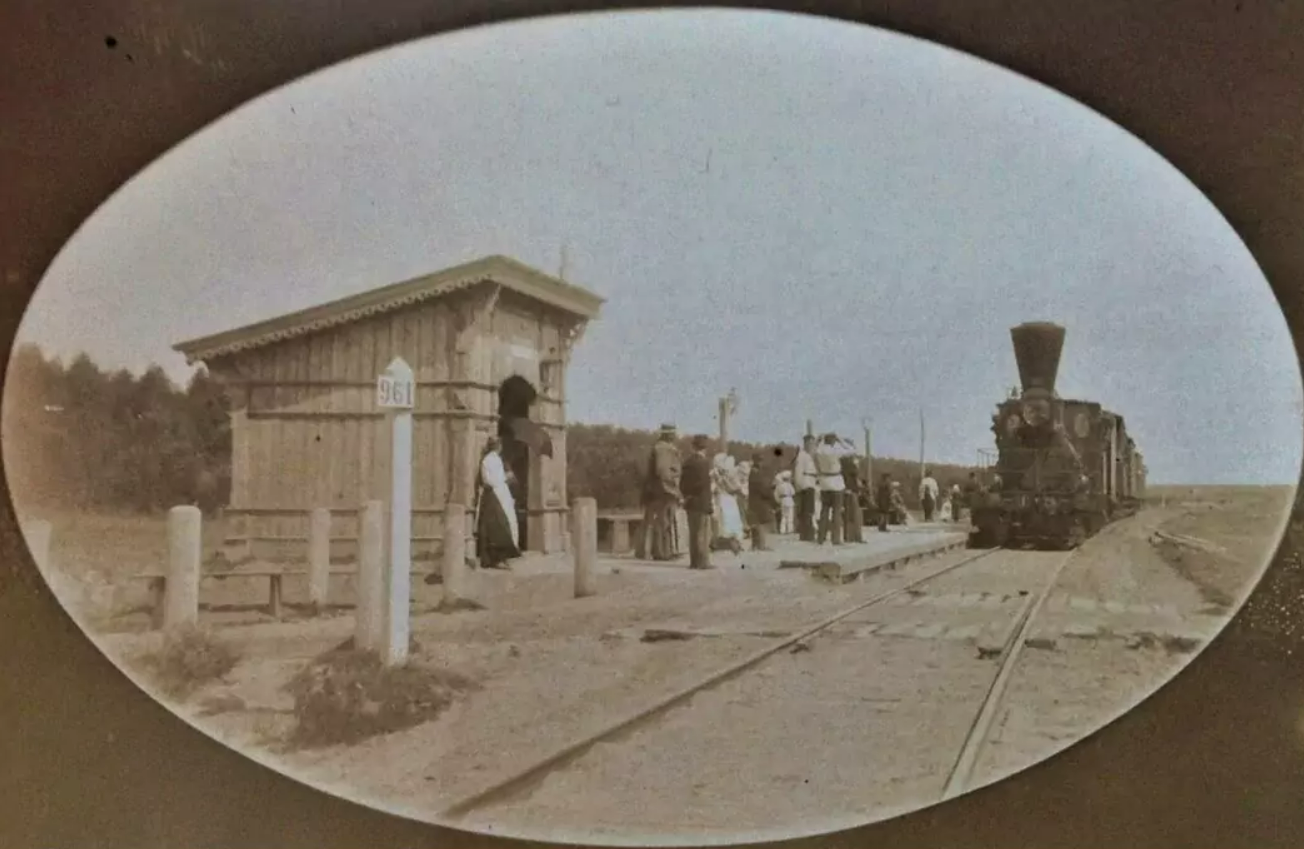
Встреча поезда на платформе села Красная Горка, 1898 год

В конце XIX века в России началось активное строительство железных дорог. Изначально планировалось, что железнодорожная магистраль Москва — Урал — Сибирь пройдёт через Самару. Однако благодаря усилиям казанского городского головы Сергея Викторовича Дьяченко, который лично ездил в Петербург и добился аудиенции у императора Александра III, маршрут был изменён. В 1890 году было принято решение о строительстве железной дороги через Казань.
Строительство началось в 1891 году, и уже 15 июня 1894 года состоялось торжественное открытие железнодорожной линии Москва — Екатеринбург. Это событие стало отправной точкой для развития будущего железнодорожного узла в Юдино.
В 1911 году началось строительство железнодорожного полустанка Красная Горка, который позже стал важным транспортным узлом. На месте будущего Юдино были построены первые деревянные вокзал и депо, а также проложены железнодорожные пути. С началом Первой мировой войны разъезд значительно расширился, поскольку после ввода в эксплуатацию в 1913 году железнодорожного Романовского моста через Волгу заметно увеличилась его пропускная способность: в течение суток здесь проходило 10-12 эшелонов военных и хозяйственных грузов. К началу сентября 1914 года полустанок Красная Горка получает статус железнодорожного разъезда.

### Гражданская война

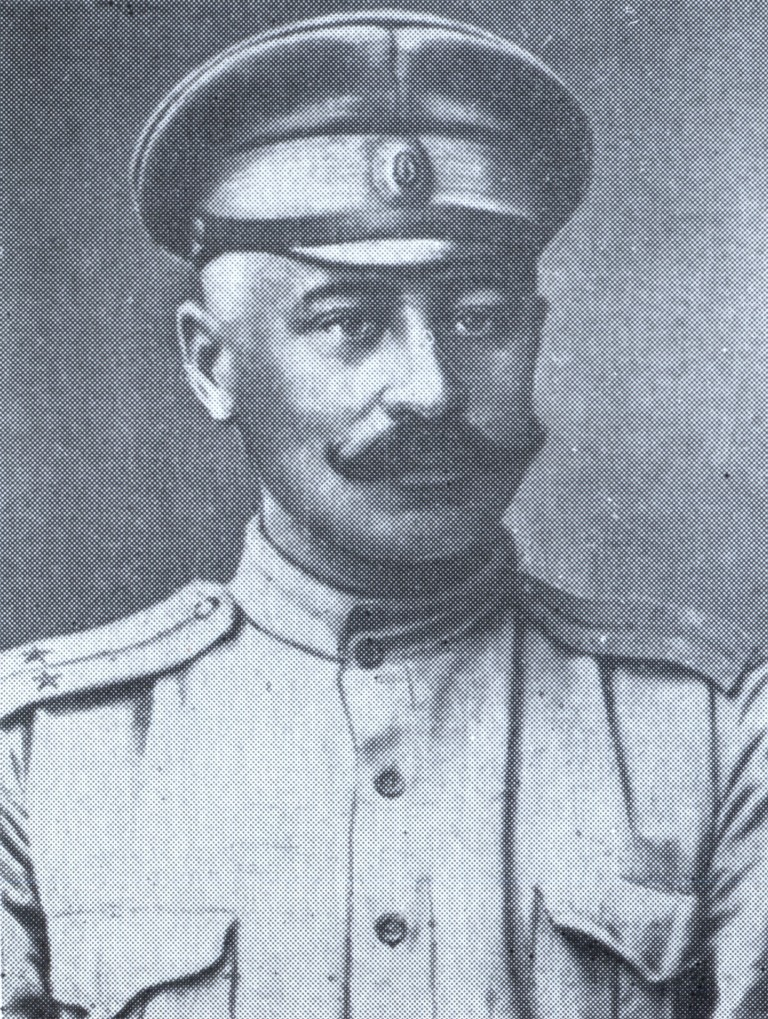
Я. А. Юдин

Во времена Гражданской войны на территории Красной Горки шли ожесточённые бои. Захватив Казань, белочехи и белогвардейцы стремились овладеть мостом через Волгу и открыть путь на Москву. Левобережной группой войск Красной Армии командовал комбриг Ян Юдин.
Для усиления боевой мощи, частям левобережной группой войск был придан бронепоезд «Свободная Россия». На участке Свияжск-Красная Горка бронепоезд под прикрытием леса обстреливал пристани противника, уничтожив несколько барж и пароходов.
Белогвардейцы попытались уничтожить «Свободную Россию», но их снаряды не нанесли повреждений бронепоезду, однако разрушили пути. Для ремонта путей и обеспечения боеспособности бронепоезда командир Ян Юдин приказал машинисту курсировать между станциями Красная Горка и Новое Аракчино.
В ночь на 12 августа произошло кровопролитное сражение. Артиллерия противника, занявшая выгодную позицию на горе у Верхнего Услона, обстреливала наступающие части Красной Армии. Во время боя к Яну Юдину прискакал ординарец с срочным сообщением. Юдин открыл конверт и начал читать, но в этот момент разорвался артиллерийский снаряд. Снаряд нанёс Юдину смертельную рану, поразив его в спину. Комбриг скончался через два часа. Через два дня после его гибели Совет народных комиссаров РСФСР постановил «железнодорожную станцию Красная горка, у которой погиб геройски т. Юдин, переименовать в Юдино».
В конце августа 1918 года, началось новое наступление Красной Армии на Казань. В районе станции и окрестных деревень развернулись интенсивные боевые действия. 10 сентября в ходе операции с поддержкой бронепоезда «Свободная Россия» войска Красной Армии выбили белогвардейские силы с территории станции Юдино. К вечеру этого же дня части 5-й армии заняли Казань.

### Советский период
К 1920 году территория построек в северной части была расширена вдвое и населённый пункт приобрёл статус посёлка городского типа. К 1926 году Юдино получил статус рабочего посёлка. Основное население составляли железнодорожники и их семьи. Посёлок быстро развивался: строились жилые дома, школы, больницы и другие инфраструктурные объекты.
В годы Великой Отечественной войны юдинцы внесли значительный вклад в оборону страны. В октябре 1941 года казанские железнодорожники построили бронепоезд «Красный Татарстан», который участвовал в боях за Сталинград и на Северном Кавказе. Экипаж бронепоезда успешно выполнял боевые задачи, включая прикрытие железнодорожных узлов и мостов от вражеских атак.
До 16 июля 1958 года Юдино было центром Юдинского района Татарской АССР.
В рамках административно-территориальной реформы 1962/63 годов посёлок был передан в подчинение Зеленодольскому горсовету, а в 1965 году вошёл в состав Кировского района Казани. Вскоре после присоединения к Казани, в 1966—1969 годах, бо́льшая часть улиц посёлка была переименована в целях устранения дублирующих названий. В 70-х годах стал расширяться, были построены отделённые железнодорожными путями автомобильный и пешеходный мосты, по которым можно перебраться в южную часть посёлка и в Красную Горку.
В позднесоветский период среди крупнейших предприятий и организаций посёлка подавляющее большинство составляли предприятия, связанные с железнодорожным транспортом: локомотивное депо (1958 работников в 1988 году), вагонное депо (924 чел.), дистанция пути (ПЧ-21, 659 чел.) дистанция гражданских сооружений (НГЧ-8, 550 чел.), станция Юдино (468 чел.), участок энергоснабжения (416 чел.), дистанция сигнализации и связи (ШЧ-10, 362 чел.) и другие. Из других предприятий и организаций выделялись Юдинская швейная фабрика Минместпрома ТАССР (354 чел.).

### Настоящее время
В 2018 году посёлок железнодорожников отметил свой 100-летний юбилей. Мероприятие, организованное для горожан 29 августа 2018 года на площади перед ДК Железнодорожников, собрало 20 000 зрителей и лучшие творческие коллективы города.
Подготовка к столетнему юбилею подтолкнула развитие всей инфраструктуры посёлка Юдино. Масштабное комплексное благоустройство микрорайона включило ремонт дорог, капитальный ремонт домов и дворовых территорий, обновление объектов социальной инфраструктуры и строительство новых объектов. В рамках подготовки к 100-летнему юбилею была проведена работа по ремонту фасадов в 23 домах, капитально отремонтированы 17 дворовых территорий и 23 дороги. Подарком для жителей стали строительство полноразмерного футбольного поля с искусственным покрытием на стадионе «Локомотив», новой крытой ледовой арены с искусственным льдом и подросткового клуба.
Решение о необходимости инфраструктурных изменений прозвучало на встрече Президента Республики Татарстан Рустама Минниханова в марте 2018 года с жителями жилого массива и работниками подразделений Казанского территориального управления Горьковской железной дороги — филиала ОАО «РЖД».

## Население
Посёлок ранее[когда?] был населён преимущественно работниками расположенного рядом крупного депо и прочих железнодорожных предприятий. В последующем[когда?] стал обычным городским микрорайоном с многоэтажной жилой застройкой.

### Известные уроженцы посёлка
- Смирнова, Светлана Станиславовна — актриса;[13]
- Данилова, Галина Эдуардовна — актриса;
- Колотов, Виктор Михайлович — футболист и тренер;
- Маргулис, Юлия Александровна — актриса
- Иванова, Антонина Аркадьевна — артистка Казанского академического русского драматического театра им. В. И. Качалова;
- Жемков Евгений Владимирович — член Союза архитекторов России;
- Мамонова Оксана Геннадьевна — скрипачка, артистка оркестра Московской филармонии, педагог;
- Юдин, Вадим Витальевич — бизнесмен, ресторатор.

## Улицы
- Бирюзовая
- Больничная
- Ветровая
- Воркутинская
- Гаванская
- Гаванский переулок
- Герцена переулок
- Железнодорожников
- Ильича
- Колымская
- Лейтенанта Красикова
- Магазинная
- Молодогвардейская
- Нижняя
- Новостройки
- Односторонняя Парковая
- Окраинная
- Первомайский переулок
- Политехническая
- Привокзальная
- Прирельсовая
- Революционная
- Революционный переулок
- Сортировочная
- Тепловозников
- Тихий переулок
- Ферганская
- Черемховская
- Черногорская
- Чукотская
- Яна Юдина

## Предприятия
Помимо локомотивного депо и многочисленных прочих служб РЖД, в посёлке есть завод ЖБК.

## Достопримечательности
В посёлке насчитывается несколько небольших улиц и четыре расположенные недалеко друг от друга площади: Юдинская с ДК Железнодорожников и фонтаном; площадь-аллея Славы с мемориалом жителям, павшим в Великой Отечественной войне; 1000-летия Казани с монументом героям войны (фронтовика и тыловикам), фонтаном и тепловозом-памятником ТЭ3 и Железнодорожников со стелой РЖД и фонтаном. В Юдино действуют небольшие мечеть Жомга и церковь Александра Невского. Жители посёлка также посещают церковь Николая Чудотворца в Красной Горке (закрытую в советское время, отреставрированную и открытую в 1990 г.). В Юдино располагается единственный в Казани ашрам общества сознания Кришны. По воскресеньям в ашраме проводится воскресная программа, поётся киртан, проводится лекция и раздаётся прасад. В настоящее время в алтарной ведётся ремонт и устанавливаются Божества.

## Транспорт
На железнодорожной станции Юдино имеются два вокзала (по чётному и нечётному направлениям железной дороги), на которых останавливаются все пригородные поезда-«электрички» и редкие поезда дальнего следования.
С основной частью города через посёлок Залесный Юдино связано двумя маршрутами автобуса: № 46 и № 72 (помимо № 30 из Красной Горки).

## Окрестности
Помимо сохранившегося южнее через железнодорожные пути посёлка Красная Горка, к западу рядом с Юдино возник посёлок Новое Юдино (Беляевский). Значительно дальше севернее находится посёлок Залесный, западнее — посёлок Займище и Займищенский автодорожный мост через Волгу.
Рядом с Юдино находится популярное у жителей посёлка и всего города рукотворное озеро Изумрудное (в обиходе Карьер). На развилке дороги от посёлка к озеру установлен паровоз-памятник в память о тех, кто строил Казанскую железную дорогу, защищал Поволжье от белочехов и белогвардейцев, водил воинские эшелоны и санитарные поезда, воевал на фронтах Великой Отечественной войны и доблестно трудился в послевоенные годы. К Изумрудному из Залесного ведёт линия Казанской детской железной дороги. Вблизи Юдино на трассе от Залесного находится стадион.